# Moving Pictures (Rush)
| Recensione | Giudizio |
| ---------- | -------- |
| AllMusic   |          |

Moving Pictures è l'ottavo album in studio del gruppo rock canadese Rush, pubblicato il 12 febbraio 1981.
L'album è stato registrato e mixato a Le Studio di Morin-Heights, Québec nei mesi di ottobre e novembre del 1980. L'album rappresenta il più grande successo commerciale della band.

## Descrizione
Considerato un "classico" fra gli album rock, Moving Pictures divenne il maggior successo della band negli Stati Uniti. Entrò in classifica al terzo posto e rimane il più popolare tra gli album in studio del gruppo (certificato cinque volte platino -5 milioni di copie vendute- dalla RIAA il 19 aprile 2021).
Seguendo la formula del loro precedente album, Permanent Waves, Moving Pictures è un album che ha goduto di passaggi radio e include il singolo Tom Sawyer ed altre canzoni di successo come Red Barchetta e Limelight. Il pezzo strumentale YYZ resta tra i pezzi dei Rush più amati di sempre ed è eseguito sistematicamente in sede live; ha guadagnato una nomination al Grammy Award nella categoria "Best Instrumental". Moving Pictures è l'ultimo album in studio della cosiddetta seconda fase della discografia dei Rush, caratterizzata da sonorità frutto di una fusione tra progressive rock e hard rock.
Le tracce Witch Hunt e Vital Signs segnano il passaggio verso sonorità alternative, lontane dall'hard rock e dal rock progressivo tipiche del gruppo, caratterizzate dall'impiego dei sintetizzatori la prima e da sonorità reggae la seconda.
Secondo Neil Peart, il disco venne realizzato per assecondare una fase di grande creatività del gruppo, accantonando il progetto originale che prevedeva come seguito di Permanent Waves un live album. Le sedute di composizione, sia musicali che liriche, iniziarono nell'agosto 1980; il primo pezzo completato fu The Camera Eye, seguito da Tom Sawyer, Red Barchetta, YYZ e Limelight. Il testo di Tom Sawyer aveva cominciato a prendere forma già in precedenza, quando il paroliere dei Max Webster, Pye Dubois, aveva offerto a Peart dei versi che riteneva interessanti. Negli studi Phase One il gruppo, supportato dal produttore Terry Brown, registrò delle versioni provvisorie dei nuovi brani composti, più il pezzo Witch Hunt, che nelle intenzioni della band necessitava di una produzione più complessa e prevedeva il raddoppio della batteria, l'intervento di un tastierista esterno e vari effetti sonori. I brani furono in seguito perfezionati e rifiniti durante un tour di riscaldamento negli Stati Uniti, dove le canzoni Limelight e Tom Sawyer vennero suonate nelle esibizioni. Nel mese di ottobre 1980 iniziarono le fasi di registrazione delle tracce, presso i Le Studio di Morin Heights: il brano più immediato da registrare fu Red Barchetta, mentre per gli altri pezzi le registrazioni si rivelarono piuttosto laboriose. Intenzionalmente, al disco fu lasciato lo spazio per un ulteriore brano, che i tre volevano comporre direttamente nello studio di registrazione per garantirne una certa spontaneità, come già fatto per Natural Science o The Twilight Zone in passato: il risultato di questa seduta compositiva fu Vital Signs.
Greg Prato di AllMusic definisce Moving Pictures come uno dei migliori album hard rock di tutti i tempi, nonché il migliore dei Rush. L'album è costituito da 7 classici, di cui i primi brani vengono definiti "perfetti" (Tom Sawyer, Red Barchetta, YYZ e Limelight). Secondo giudizi d'epoca, la forza dei Rush consisteva nel saper battere territori commerciali senza compromettere la raffinatezza lirica ed estetica e dimostrando una notevole abilità strumentale. Moving Pictures risulta infatti essere l'album più accessibile della band: brani come Tom Sawyer, Red Barchetta hanno un grande potenziale radiofonico, mentre YYZ mette in risalto la competenza come strumentisti del trio. Secondo altri giudizi il rock dei Rush in Moving Pictures è impeccabile: violento, terrificante, eccitante e fuori delle classiche regole dell'heavy-metal.
Moving Pictures è stato l'unico album del gruppo ad essere eseguito integralmente in sede live; ciò avvenne durante il Time Machine Tour. L'8 novembre 2011 fu pubblicato in vinile e in digitale Moving Pictures: Lives 2011, ovvero l'intero album in versione live.
Nel 2009 il brano Tom Sawyer è stato inserito al 19º posto nella classifica delle "100 migliori canzoni hard-rock" stilata da VH1.
Moving Pictures, in abbinamento con 2112, è stato pubblicato nel giugno 2010 come DVD e BluRay della serie di documentari Classic Albums della Eagle Rock Entertainment.
Il disco è incluso nel libro di Robert Dimery 1001 Albums You Must Hear Before You Die (ovvero "I 1001 album da ascoltare prima di morire").
Nel giugno del 2015 la rivista Rolling Stone ha collocato l'album alla terza posizione dei 50 migliori album progressive di tutti i tempi. La stessa rivista ha incluso l'album nella lista dei "500 migliori album" nella revisione del settembre 2020 dell'elenco.

## Tracce
Testi di Neil Peart, musiche di Geddy Lee e Alex Lifeson, eccetto dove indicato.
Lato A
1. Tom Sawyer – 4:34 (testo: Neil Peart, Pye Dubois)
2. Red Barchetta – 6:08
3. YYZ (strumentale) – 4:24 (musica: Geddy Lee, Neil Peart)
4. Limelight – 4:21

Lato B
1. The Camera Eye – 10:58
2. Witch Hunt (Part III of Fear) – 4:47
3. Vital Signs – 4:44

## Formazione
Gruppo
- Geddy Lee - basso, voce, tastiere, sintetizzatori
- Alex Lifeson - chitarra elettrica e acustica
- Neil Peart - batteria e percussioni

Altri musicisti
- Hugh Syme - sintetizzatori in Witch Hunt

## Classifiche
| Classifica (1981) | Posizione massima |
| ----------------- | ----------------- |
| Stati Uniti       | 3                 |

## Principali edizioni e formati
Moving Pictures è stato pubblicato nel corso degli anni in varie edizioni, ristampe e formati; queste le principali:
- 1981, Anthem Records (solo Canada), formato: LP, MC, 8-Tracks
- 1981, Mercury Records, formato: LP, MC, 8-Tracks
- 1984, Mercury Records, formato: CD
- 1992, Mobile Fidelity Sound Lab, formato: CD oro 24k
- 1997, Mercury Records, formato: CD, rimasterizzato
- 2011, Mercury Records, formato: CD, DVD, Blu ray, rimasterizzato, delux edition
- 2015, Mercury Records, formato: LP (vinile 200 g.), rimasterizzato
- 2011, Mercury Records, all'interno del cofanetto Sector 2, formato: CD, rimasterizzato

### Deluxe edition
Edizione deluxe pubblicata il 5 aprile 2011 in diverse versioni (cd + DVD, cd + blu ray), essa presenta:
- la versione rimasterizzata in 5.1 delle tracce originali
- video dei brani Tom Sawyer, Limelight e Vital Signs (inedito)
- note aggiuntive a cura di David Fricke